# Marcelo Birmajer
Marcelo Birmajer (ur. 29 listopada 1966) – argentyński pisarz, dziennikarz i scenarzysta filmowy.
Birmajer jest potomkiem rumuńskich, polskich, litewskich i syryjskich imigrantów. Jest najlepiej znany z napisanego scenariusza do filmu El abrazo partido (2004). Wiele z postaci w utworach Birmajera to Żydzi, przyjmujący często imiona: Javier i Mordechaj, a autor nie stroni w nich od wplatania takich miejsc jak synagogi, czy używania motywu Bar micwy.
W swych utworach Birmajer podejmuje również kwestie życia małżeńskiego, czy tematykę dotyczącą szeroko pojętego społeczeństwa Argentyny.

## Wybrane dzieła
- Un crimen secundario.
- Derrotado por un muerto.
- El alma al diablo.
- Un veneno saludable.
- Historias de hombres casados.
- No tan distinto.
- Nuevas historias de hombres casados.
- Últimas historias de hombres casados.
- El Once, un recorrido personal.
- Tres mosqueteros.
- El Fuego más alto.
- Hechizos de Amor.